# Khwarezmchahs
1077–1231
Entités précédentes :
- Empire seldjoukide
- Ghorides
- Kara-Khitans

Entités suivantes :
- Empire mongol
- Sultanat de Roum
- Ayyoubides

Les Khwarezmchahs ou Khwârazm-Shahs, également appelés Anoushtigides, sont une dynastie perso-turque installée au Khwarezm (Chorasmie), en Transoxiane et en Perse (1077–1231). La dynastie est l'héritière du titre dynastique des Khwarezmchahs dont l'origine est incertaine, mais précède les Anoushtigides.
Fondée en 1077 par Anush Tigin, un ancien esclave du sultan seldjoukide Malik Chah Ier devenu gouverneur du Khwarezm, cette dynastie devient par la suite tributaire des Kara-Khitans après la défaite seldjoukide en 1141 durant la bataille de Qatwan (en). La dynastie gagne en influence sous le règne d'Il-Arslan qui s'affranchie de la dépendance aux Kara-Khitans.
L’apogée de l'empire khwarezmien est atteinte en 1215 sous Ala ad-Din Muhammad (1200–1220), qui étend son territoire de la Transoxiane à la Perse. Cependant, un incident diplomatique en 1219 provoque l'invasion mongole. La dynastie s'effondre avec la mort de son dernier souverain, Jalal ad-Din, en 1231.

## Histoire

### Origine du titre

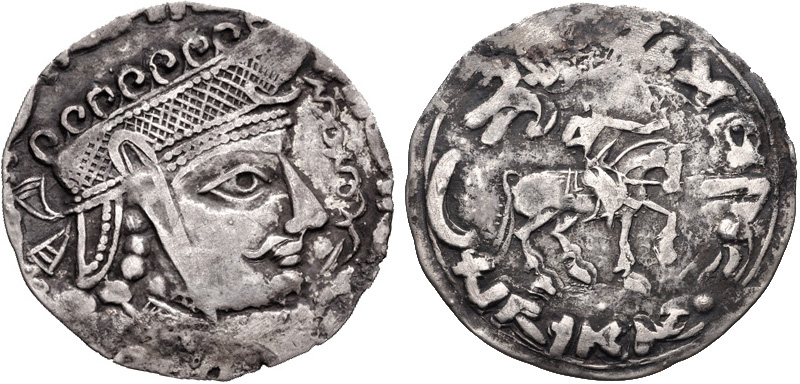
Pièce de monnaie du Shah Afrighid Sawashfan (règne du VIIIe siècle)

La majeure partie de l'histoire des Afrigides est rapportée par l'érudit khwarazmien al-Biruni (mort en 1050), dont la fiabilité est mise en doute. Selon ce dernier, la dynastie Afrighide fondée en 305 succède à une dynastie semi-légendaire fondée par le roi iranien Kay Khosrow et instaure le titre de Chah de Khwarezm ou Khwarezmchah. Les découvertes de pièces de monnaie montrent qu'avant l'avènement des Afrighides, le Khwarazm fait en réalité partie de l'Empire parthe. Le nom dynastique de « Afrighide » (khwarazmien : ʾfryḡ) n'est attesté nulle part en dehors des textes d'al-Biruni, ce qui conduit les chercheurs à suggérer que le nom n'a jamais existé. De même, de nombreux Khwarazmshahs répertoriés par al-Biruni ne sont pas corroborés par des preuves archéologiques, remettant en question les chronologies dont il est auteur.
Les Afrighides et la population locale sont très probablement des adeptes du zoroastrisme. Le premier Khwarazmshah à se convertir à l'islam est Azkajwar-Abdallah (en) au début du IXe siècle. Au début du Xe siècle, les Khwarazmshahs sont vassaux de la dynastie des Samanides .
La dynastie des Ma'munides supplante celle des Afrighides en établissant leur capitale à Kounia-Ourguentch. Certains bâtiments de la ville portent encore les inscriptions nommant des Khwarazmchahs du XIe siècle. Cependant, un conflit les oppose rapidement au sultan ghaznévide Mahmud  . Cette situation provoque un soulèvement en 1017 qui met fin au titre de Khwarezmchahs, jusqu'à sa restauration par l'installation d'une nouvelle dynastie en 1077 .

### Fondation de la dynastie Anoushtigides
La date de la fondation de la dynastie Khwarazmian reste controversée. Lors d'une révolte en 1017, les rebelles khwarezmiens assassinent Abu'l-Abbas Ma'mun (en) et son épouse, Hurra-ji, sœur du sultan Ghaznavid Mahmud. En réponse, Mahmud envahit et occupe la région de Khwarezm, qui comprend Nasa et le ribat de Farawa. En conséquence, Khwarezm devient une province de l'empire Ghaznévide de 1017 à 1034. En 1077, Anushtigin (1077 – 1097), est nommé en 1077 gouverneur du Khwarezm par le sultan seldjoukide Malik Shah Ier. Anushtigin est un ancien esclave turc du sultan seldjoukide. Sa résidence devint Kounia-Ourguentch, au sud de la Mer d'Aral, sur la route de la soie. Il devient le fondateur de la dynastie Anushtigide et hérite du titre de Khwarezmchah.
Ses successeurs gagnèrent vite une large indépendance par rapport aux Seldjoukides et entrèrent en conflit avec ceux-ci à propos de la domination sur le Khorassan. En 1141, le sultan seldjoukide Ahmed Sanjar est vaincu par les Qara Khitai à la bataille de Qatwan (en), et le petit-fils d'Anush Tigin, Ala ad-Din Atsiz, devient vassal de Yelü Dashi des Qara Khitan.
L'an 1157 marque un premier tournant dans la montée en puissance des Kwarezmchahs à la suite de la mort d'Ahmad Sanjar. L'absence de contrôle seldjoukide permet à Il-Arslan d'étendre son influence au Grand Khorassan et à la Transoxiane. Jusqu'alors tributaire des Kara-Khitans et auparavant des Seldjoukides, il déclare l’indépendance du Khwarezm. En 1172, les Kara-Khitan entrent en conflit et Il-Arslan meurt cette année-là, laissant également le pays à une guerre de succession de laquelle Ala ad-Din Tekish sort vainqueur.
Ala ad-Din Tekish (1172 – 1200) arrive au pouvoir au Khwarezm avec l’aide des Kara-Khitans, mais peut rapidement se débarrasser de leur tutelle. Sous son règne, en 1187, le Khorassan est conquis et, en 1194, le dernier sultan seldjoukide, Toghrul III, est déposé et la Perse conquise. Sous Ala ad-Din Muhammad (1200 – 1220), le royaume atteint son extension maximale car les Qarakhanides de Transoxiane (1212) et les Ghorides du Khorassan (1215) sont renversés. L'empire est à son apogée et Ala ad-Din Muhammad se proclame « Iskandar-i Sani » (le second Alexandre le Grand) après une victoire décisive contre les Kara-Khitans en 1210.
La montée rapide du Khwarezm au rang de grande puissance ne put se faire que par l’alliance de la dynastie avec les Kiptchak et les Oghouzes. Mais les campagnes et les razzias de ces derniers eurent des conséquences dévastatrices pour l’agriculture en Asie centrale et en Iran car, à côté des destructions liées aux guerres, beaucoup de champs furent transformés en pâturages pour les troupeaux des Kiptchak nomades.

### Destruction par les Mongols
La prospérité du royaume fut de toute façon de courte durée. En 1219, le gouverneur khwarezmien d’Otrar sur le Syr-Daria, fit piller une caravane et assassiner les marchands et les diplomates envoyés par Gengis Khan, qui désirait entretenir des relations commerciales pacifiques avec l'empire khworezmien. Les ambassadeurs envoyés par celui-ci pour demander des explications au Shah lui-même étaient au nombre de trois, l'un fut massacré, les deux autres furent rasés et humiliés avant d'être renvoyés auprès du Khan. Cette offense déclencha une répression terrible de la part de Genghis Khan, qui avait horreur du non-respect de la parole donnée.
En 1220, les Mongols conquirent l’Asie centrale, dont les grandes villes comme Samarcande, Boukhara, Merv et Nishapur subirent de sévères destructions. Ala ad-Din Muhammad mourut en 1220 en fuyant, sa mère Terken Khatoun et le reste de la famille royale furent emmenés captifs tandis que son fils Jalal ad-Din continuait depuis l’Azerbaïdjan la résistance contre les Mongols. Mais, à cause de ses razzias, il fut vaincu en 1230 par une coalition des Seldjoukides de Roum et des Ayyoubides. Avec l’assassinat de Jalal ad-Din en 1231, la dynastie des Khwârazm-Shahs prit fin. L'armée du dernier souverain se disloqua et plusieurs milliers de ses soldats offrirent leurs services aux Ayyoubides, débutant ainsi la tradition militaire des sultanats égyptiens de recrutement de mercenaires étrangers au sein de la wāfidiyya .

## Souverains Khwarezmiens
- Anushtigin (1077 – 1097)
- Ekinchi ibn Qochar (1097)

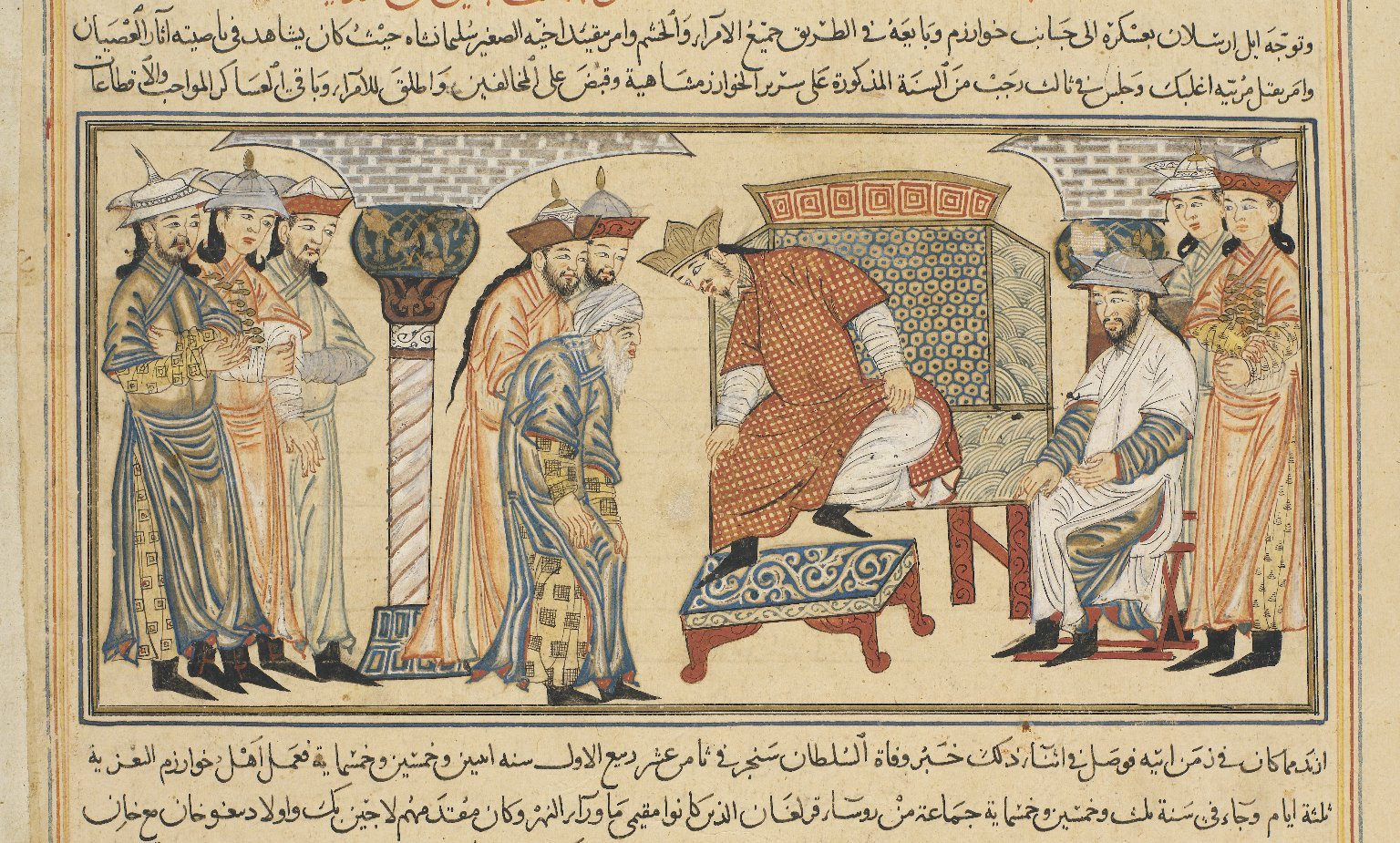
Couronnement d'Il-Arslan, premier Chah indépendant de la dynastie.

- Qutb ad-Din Muhammad (1097 – 1128)
- `Alâ’ ad-Dîn Atsiz (1128 – 1156)
- Il-Arslan (1156 – 1172)
- `Alâ' ad-Dîn Tekish/Takash (1172 – 1200)
- `Alâ' ad-Dîn Muhammad (1200 – 1220)
- Jalal ad-Din (1220 – 1231)